# Сесветски Краљевец
Сесветски Краљевец је бивше насељено место, данас део насељеног места Сесвете у граду Загребу, у Хрватској. Смештен је на путу од средишта Загреба према Врбовцу, Бјеловару и ближем Дугом Селу. Административно је у границама загребачке Градске четврти Сесвете, 17 km удаљено од Трга бана Јосипа Јелачића у центру Загреба.
По попису из 2011, има 5.753 становника.
Седиште је поштанске канцеларије број 10361.

## Спорт
У Сесветском Краљевцу постоји и фудбалски клуб Сесветски Краљевец. Основан је 1949. године, има игралиште капацитета 500 места и такмичи се у Првој загребачкој лиги.